# 非暴力コミュニケーション
非暴力コミュニケーション（ひぼうりょくコミュニケーション、英: Nonviolent Communication、英語の略称NVC）は、コミュニケーションにおいて相手とのつながりを持ち続けながら、お互いのニーズが満たされるまで話し合いを続けていくという、共感を持って臨むコミュニケーションの方法である。 
カール・ロジャーズの来談者中心療法を学んだ心理学者マーシャル・ローゼンバーグ(1934-2015)博士によって、カール・ロジャーズらの協力のもと体系付けられた。

## 概論

### 体系化に至る経緯
かつて既存の心理学の手法が精神的健康の度合いの低い人たちの研究から体系付けられ、それを一般の人たちにも演繹的に適用しようとする風潮があり、マーシャル・ローゼンバーグは次第に疑問を抱くようになった、
そこで、ローゼンバーグは、精神的健康の度合いの低い人たちではなく、精神的健康の度合いの高い人たち、言い換えれば、絶望的な状況や困難な状況に陥っても尊厳を失わない人たちが、いかにしてそれらの状況を乗り越えて来られたのかに焦点を当てて、研究を行った。
そして次のような発見をした。
困難な状況で多くの人たちに希望を与えながら、大きなことを成し遂げる人たちの使う言葉・話す言葉は、そうではない人たちとは異なる。
そしてそれを誰でも使えるように体系付けた。

### 実際の方法
観察・感情・ニーズ・リクエストの4つの段階に分けて、 コミュニケーションで起こっている問題・ズレを整理していく。 
このプロセスを実行するときには、自分の感情に蓋をして判断・批判・分析・取引などするかわりに、自分自身の心と相手の心に耳を傾けて、今の感情（Feeling）・ニーズ（Needs）を明確にしていく。
お互いの誤解や偏見からではなく、心からつながりながら共感を伴ってコミュニケーションをすることを主眼にする。

### 活動
CNVC（The Center for Nonviolent Communication）を中心に世界で活動が続けられる。認定されたトレーナーたちによって、夫婦間のコミュニケーションや、企業内やNPO内の話し合いのやり方の講習が行われている。またはクライアントとトレーナとの1対1のカウンセリングや、DVの加害者・被害者それぞれとのカウンセリングも行っている。
その一方で発足当初から、紛争地域にトレーナーたちを積極的に派遣して平和的な解決を試みている。しかしながら、紛争解決に関しては、どれほどの効果を上げているかについては未知数である。

## 参考書籍
『NVC 人と人との関係にいのちを吹き込む法 新版』